# Pyrisitia leuce
Pyrisitia leuce is een vlindersoort uit de familie van de Pieridae (witjes), onderfamilie Coliadinae.
Pyrisitia leuce werd in 1836 beschreven door Boisduval.